# Strich drunter
Strich drunter! (engl. Good-bye to All That) ist eine Autobiographie von Robert Graves. Das 1929 zum ersten Mal veröffentlichte Werk, das den Alltag des Grabenkrieges im Ersten Weltkrieg darstellt, gilt als Meilenstein der englischen Anti-Kriegs-Memoiren. Der Titel drückt Graves' Ernüchterung über die Existenz traditioneller, stabiler Werte in der europäischen und englischen Gesellschaft aus. Graves verfasste das Werk im Alter von 33 Jahren, als er noch ein langes und ereignisreiches Leben vor sich hatte. Das Buch behandelt hauptsächlich seine Kindheit, Jugend und den Militärdienst.
Er widmet einen großen Teil des Buches seinen Erfahrungen im Ersten Weltkrieg, in dem er detailliert den Grabenkrieg und insbesondere den Unsinn der Schlacht von Loos beschreibt. Bei dieser Schlacht an der Westfront kam 1915 zum ersten Mal auf britischer Seite Giftgas zum Einsatz. Für viele Leser sind die Erzählungen aus zweiter Hand über die Ermordung deutscher Kriegsgefangener durch britische, kanadische und australische Truppen von Interesse. Obwohl er nicht selbst Zeuge solcher Vorfälle war und von keinen groß angelegen Massakern wusste, war ihm eine Reihe von Vorfällen bekannt, bei denen Gefangene einzeln oder in kleinen Gruppen getötet wurden. Er glaubte, dass viele Deutsche, die sich ergaben, nie in die Kriegsgefangenenlager kamen.
Graves war durch seine Kriegserfahrungen traumatisiert. Nachdem er verwundet worden war, musste er während einer Zugfahrt fünf Tage mit schmutzigen und nicht gewechselten Bandagen auskommen. Das Telefon im Graben verängstigte ihn so sehr, dass er sich dieser Technologie nie mehr anvertraute. Auch erlitt er einmal einen elektrischen Schock, weil die Leitung vom Blitz getroffen wurde. Nach seiner Rückkehr nach Hause wurde er nach eigener Aussage von Geistern und Alpträumen verfolgt. Seine Geliebte, die amerikanische Dichterin Laura Riding, preist er als „spirituelle und intellektuelle Geburtshelferin“ seines Werkes, welches ihn berühmt gemacht hat.
Nach einer starken Überarbeitung veröffentlichte Graves das Buch 1957 erneut. Viele bedeutende Ereignisse und Personen wurden entfernt bzw. hinzugefügt. Eine von Birgit Otte durchgesehene und überarbeitete Übersetzung erschien 1990 im Rowohlt Verlag. Die erste deutsche Ausgabe war 1930 in der Übersetzung und mit einem Vorwort von G. R. Treviranus im Berliner Transmare Verlag erschienen.

## Veröffentlichungsgeschichte
Obwohl Good-Bye to All That bei seiner Erstveröffentlichung 1929 von der Kritik für seine schonungslose Abrechnung mit dem Grabenkrieg des Ersten Weltkrieges hoch gelobt wurde, überarbeitete Graves den Text 1957 komplett. Dabei entfernte er den rauen, bissigen Stil, der dem Original so viele Bewunderer eingebracht hatte. Graves lebte zu dieser Zeit nicht mehr mit Laura Riding zusammen, der die Ursprungsausgabe gewidmet und die von ihr beeinflusst worden war. Ihre Beziehung war gescheitert. Graves entfernte alle Bezüge auf Riding und bearbeitete den Text auch darüber hinaus. Er entfernte einen Großteil des Zusammenhangs, in dem das Original geschrieben worden war, darunter auch die Berichte über die mentalen Belastungen, unter denen er litt. Das Original wurde in der letzten Zeit mehrfach veröffentlicht, jedoch ist die überarbeitete Fassung derzeit populärer (Stand: August 2008).

## Inhaltszusammenfassung

### Kapitel I–XIII
Für Graves sind die Ziele seiner Autobiographie, geschrieben im Alter von 33 Jahren, einfach:
... an opportunity for a formal good-bye to you and to you and to you and to me and to all that; forgetfulness, because once all this has been settled in my mind and written down and published it need never be thought about again.
(dt.: ... eine Chance für ein förmliches Adieu an Dich und Dich und Dich und mich und an all dies; Vergesslichkeit, weil sich das alles einmal in meinem Verstand festgesetzt hat und, niedergeschrieben und veröffentlicht, nie mehr darüber nachgedacht werden muss.)
Graves gehörte durch seinen Großvater mütterlicherseits zur Familie von Ranke. Leopold von Ranke, sein Großonkel, war der erste moderne Historiker. Seine Mutter wurde mit 18 Jahren als Begleiterin einer alten Dame nach England geschickt, wo sie seinen Vater traf, einen Witwer mit fünf Kindern. Die Familie seines Vaters (Graves) stammte aus Irland, sein Großvater war Bischof der Church of Ireland in Limerick. Sein Vater, aufgewachsen am Familiensitz in Wimbledon, war Dichter und Schulinspektor für den Londoner Bezirk Southwark. Urlaub machte die Familie im Haus der Mutter in Harlech in North Wales, wo Graves damit anfing, seine Höhenangst zu überwinden.
Er wurde zur Charterhouse School in Godalming (Surrey) geschickt, wo er wegen seiner Eigenwilligkeit, seiner Liebe zur Literatur und seiner Eintragung auf der Schulliste als "R. von R. Graves" schikaniert wurde. Er schloss sich der Poetry Society an, doch die sieben Mitglieder starke Dichtergemeinschaft wurde wegen eines Skandals geschlossen. Auf Anraten eines Freundes begann er ein Boxtraining, um mit den Schikanierungen zurechtzukommen. Hier hatte er mehr Erfolg und gewann, gestärkt durch Kirschwhisky, zwei Schulpokale. Er entwickelte auch eine Freundschaft zu einem viel jüngeren Jungen, der in einem anderen Haus lebte und den er Dick nannte. Dank des vorherrschenden Privatschul-Ethos verursachte dies viele feindselige Kommentare und Zoten auf Graves' Kosten. Der Schuldirektor brachte zwar Bedenken vor, akzeptierte aber schlussendlich, dass die Beziehung harmlos war: 'ein seltenes Beispiel'. Sein Leben in Charterhouse wurde auch ein wenig erträglicher durch eine andere Freundschaft, nämlich die mit George Mallory, einem unkonventionellen Lehrmeister, mit dem er in Wales klettern ging. Nichtsdestotrotz wurde er während seines letzten Schuljahres zunehmend wütend und unzufrieden, schaffte es jedoch schließlich, die Schule in gutem Zustand und ohne Ausweisung zu verlassen. Graves war sich seiner Zukunft nicht sicher. Zwar hatte er ein Stipendium für das St. John’s College in Oxford, dies wollte er jedoch nicht aufnehmen. Er hatte "einen vagen Gedanken daran, zur See zu fliehen".
Als der Krieg erklärt wurde, war Graves in Harlech. Er schrieb sich ein und begründete dies wie folgt:
... I thought it might last just long enough to delay my going to Oxford in October which I dreaded ... I entirely believed that France and England had been drawn into the war which they had never contemplated ... I was outraged at the cynical violation of Belgian neutrality.
(dt.: ... Ich dachte, er könnte gerade lange genug dauern, um meinen Gang nach Oxford im Oktober, den ich fürchtete, zu verzögern ... Ich glaubte voll und ganz, dass Frankreich und England in einen Krieg gezogen worden waren, über den sie nie nachgedacht hatten ... Ich war schockiert von der zynischen Verletzung der Belgischen Neutralität.)
Im Regimentsdepot in Wrexham schrieb sich Graves als einfacher Soldat bei den Royal Welch Fusiliers ein. Ein Bekannter bewirkte jedoch, mit Verweis auf Graves (kurze) Mitgliedschaft in einer vormilitärischen Jugendorganisation, dass er stattdessen in die Offizierslaufbahn eintrat. Seinen ersten Dienst leistete er als Wache eines Internierungslagers mit 50 Spezialreservisten in Lancaster. 1915 wurde er nach Frankreich geschickt. Als einer von sechs Offizieren gehört er – sehr zu seinem anfänglichen Missfallen – dem Welsh-Regiment an, dessen Rekruten meist entweder überaltert oder zu jung waren. Graves beschreibt grafisch seine ersten Monate im Kriegsgraben bei Cambrin, wo er den Kontakt zu einschlagenden Granaten und Gewehrkugeln zu vermeiden suchte. Leichter wurde sein Leben dadurch, dass er einen zivilisierten Befehlshaber hatte, Captain Dunn, der seine Junior-Offiziere ins Vertrauen zog und eine gute Beziehung zu den Infanteristen von Welsh begründete.

### Kapitel XIV–XX
Im weiteren Verlauf des Sommers wurden neue Arten von Bomben und Mörsern sowie verbesserte Gasmasken eingeführt. Der Beschuss nahm zu. Graves beschreibt auch das ständig fortlaufende Eingraben von Briten und Deutschen im Bereich Cambrin-Cuinchy. Ende Juli erhielten er und ein weiterer Offizier den Befehl, sich in den Bereich bei Laventie zu begeben, um dort zum zweiten Bataillon der Royal Welch Fusiliers zu stoßen. Der Empfang durch den dortigen Adjutanten war recht unterkühlt, und beide erfuhren, dass Spezialreservisten von den regulären Offizieren nicht sehr geschätzt wurden. Von der Formlosigkeit, die sie im zweiten Welsh-Regiment kennengelernt hatten, war hier nichts zu spüren. Junioroffizieren unterhalb des Ranges eines Captains – Neulinge wurden als "Warzen" (warts) bezeichnet – war es nicht gestattet, in der Messe zu sprechen oder das Grammophon zu benutzen. Dennoch empfand Graves die Kriegsführung hier als hoch professionell. Als neuer Offizier musste er auch nachts patrouillieren – ein riskantes Unterfangen: Einem verwundeten und gefangenen Soldaten würde eine deutsche Patrouille ebenso den Hals aufschlitzen wie eine britische Patrouille einem Deutschen den Schädel einschlagen würde, um ihm seine Marke abzunehmen und so dem Geheimdienst zu helfen.
Graves erwähnt, dass die Deutschen ihre Unteroffiziere (engl. non-commissioned officer, NCO) mit Patrouillen beauftragten: "Sie hielten nicht viel davon, wie es einer unserer Oberfeldwebel ausdrückte, sich einen Hund zu sparen und selbst zu bellen."
Als eine Offensive gegen La Bassée als Teil der Schlacht bei Loos geplant wurde, erhielt Graves Urlaub, was Offizieren alle sechs bis acht Monate gestattet war. Die 'allgemeine Gleichgültigkeit und Ignoranz gegenüber dem Krieg' in London überraschte ihn, und er entschied sich, den Rest seines Fronturlaubes beim Wandern in den Bergen um Harlech zu verbringen. Die Royal Welch entlasteten die Middlesex bei Cambrin und bekamen neue Zielvorgaben. Der Einsatz von Gas – damals als Helfershelfer (accessory) bezeichnet – wurde geplant. Der Angriff fand statt, wobei die Royal Welch die Middlesex unterstützten (mit denen sie wegen der gemeinsamen Abneigung gegen die Schotten ('Jocks') im Infanterieregiment Argyll and Sutherland Highlanders freundschaftlich verbunden waren), doch er endete in einer Katastrophe. Die Männer erhielten ihre normalen Rumrationen nicht, und das Gas breitete sich wegen fehlenden Windes in ihren eigenen Gräben aus. Die meisten Kompanien dieses Sturmangriffs blieben im Stacheldraht hängen, die Middlesex und die B- und C-Kompanien der Royal Welch ebenso wie die Argyll and Sutherland. Doch die Deutschen zeigten sich großherzig und ließen in dieser Nacht die Bergung der Verwundeten zu. Der Angriff wurde am nächsten Tag um 4 Uhr nachmittags fortgesetzt, um 9 Uhr abends jedoch abgebrochen. Nur zu dieser Zeit war Graves' Beziehung zu seinen Männern vergleichbar mit der zum Welsh-Regiment. Seinen Adjutanten z. B. nannte er Charley. Später jedoch setzte die Disziplin wieder ein.
Bei Annezin wurde dann eine Neustrukturierung eingeleitet. Graves bringt hier seine generelle Abneigung den Franzosen gegenüber zum Ausdruck: "Wir hielten sie für durch und durch andere Menschen, und es war schwierig, ihr Unglück nachzuempfinden." Die Bauern des Dorfes waren habgierig: Obwohl sie finanzielle Einquartierungsbeihilfen bekamen und von den Ausgaben der Soldaten profitierten – sie bekamen alle zehn Tage 4 Shilling – beobachtete Graves, wie ganze Fässer mit ohnehin schon gepanschtem Bier noch weiter verdünnt wurden.
Sein restlicher Grabendienst beim zweiten Bataillon in jenem Herbst verlief ereignislos. Graves hatte nun fünf Monate in den Gräben verbracht und gestand nun, dass er nicht mehr in den besten Jahren war:
For the first three weeks an officer was not much good in the trenches; he did not know his way about, had not learned the rules of health and safety, and was not yet accustomed to recognising degrees of danger. Between three weeks and four months, he was at his best, unless he happened to have any particular bad shock or sequence of shocks. Then he began gradually to decline in usefulness as neurasthenia developed in him. As six months he was still more or less all right; but by nine or ten months, unless he had a few week's rest on a technical course or in hospital, he began to be a drag on the other members of the company. After a year or fifteen months he was often worse than useless.
(dt.: Die ersten drei Wochen in den Gräben waren für einen Offizier nicht sehr gut; er kannte seinen Weg nicht, hatte nicht die Gesundheits- und Sicherheitsregeln gelernt und war noch nicht mit der Einschätzung von Gefährdungsgraden vertraut. Zwischen drei Wochen und vier Monaten war die beste Zeit für ihn, sofern er nicht ein bestimmtes oder mehrere Schockerlebnisse hatte. Dann begann der schrittweise Abstieg in Sachen Tauglichkeit, da sich eine Neurasthenie entwickelte. Mit sechs Monaten war er immer noch mehr oder weniger in Ordnung; aber mit neun oder zehn Monaten begann er, sofern er nicht einige Wochen in einem technischen Kurs oder im Krankenhaus verbracht hatte, für die anderen Mitglieder der Kompanie stinklangweilig zu werden. Nach einem Jahr oder fünfzehn Monaten war er oftmals mehr als nutzlos.)
Im November schloss sich Graves dem ersten Bataillon an, das sich nach dem Kampf bei Loos neu organisierte. Hier fühlte er sich wohler, da das Leben einfacher war als im zweiten Bataillon, weniger altmodisch, was den Militarismus anbelangte, und menschlicher. Zu dieser Zeit traf Graves Siegfried Sassoon und bekam außerdem dessen ersten druckreifen Gedichtband (Over the Brazier). Sein Bataillon bekam eine lange verdiente Pause mit Divisionstraining in Montagne im Hinterland. Dort wurde der Krieg sehr viel formloser diskutiert, und alle stimmten darin überein, dass der Waffendrill einer der wesentlichen Unterstützungsfaktoren für eine gute Regimentsmoral war.
Graves stieß zum ersten Bataillon an die Front an der Somme zurück. Hier wurde sein Freund, David Thomas, durch einen Kugeldurchschuss am Hals getötet. Graves verließ die Front und kehrte im April 1916 nach London zurück. In einem Militärkrankenhaus unterzog er sich einer Nasenoperation, damit er die neu eingeführten Gasmasken benutzen konnte (seine Nase war beim Boxen gebrochen, seine Nasenscheidewand hatte sich kurz zuvor verschoben). Er kaufte auch ein Landhaus bei Harlech, das Teil des Eigentums seiner Mutter wurde und wo er drei Gedichte schrieb. Er schloss sich dem dritten Bataillon wieder an. Dort plante man den Überfall auf die deutschen Linien als Rache für eine deutsche Mine, die den Großteil der B-Kompanie ausradiert hatte. Graves' Aufgabe bestand jedoch lediglich darin, den Plan für die Regimentsaufzeichnungen niederzuschreiben. Vier Tage nach dem Überfall fanden die Mitglieder des Bataillons heraus, dass sie an die Somme müssen, und Graves schloss sich der D-Kompanie an, die zusammen mit den Cameronians und dem Privatschulbataillon (Public Schools Battalion) den Wald High Wood angreifen sollte. Während dieses Angriffs wurde Graves durch eine 8"-Granate verwundet und ins Krankenhaus gebracht. Sein Oberst glaubte, er sei tot, und schrieb seinen Eltern. Graves aber traf eine Tante, die das Krankenhaus besuchte, und die seine Mutter darüber informierte, dass Graves sehr lebendig sei.

### Kapitel XXI–XXV
Graves und Sassoon trafen sich in Harlech, wo Sassoon an seinem Old Huntsman arbeitete. Im Dezember wurde Graves von einer Sanitätskommission für tauglich befunden und kehrte im Januar 1917 zum zweiten Bataillon zurück. Eines Nachts mussten er und Unteroffizier Meredith nach zwei wertvollen Pferden suchen, die von einem zerbombten Transportkarren geflüchtet waren. Dabei fing sich Graves eine Bronchitis ein. Die Pferde wurden schließlich gefunden, versteckt bei einer Maschinengewehrkompanie der vierten Division. Graves wurde nach Oxford ins Somerville College geschickt, das zu dieser Zeit ein Krankenhaus war. Dort konnte er in Garsington Manor mit den Pazifisten Philipp und Lady Ottoline Morrell Tee trinken und Schriftsteller wie Aldous Huxley, Lytton Strachey und Bertrand Russell ebenso treffen wie Arnold Bennett und John Galsworthy. Graves wurde dann in ein Genesungsheim für Offiziere in Osborne House verlegt und freundete sich dort mit den französischen Benediktinervätern in ihrer neuen Abtei in Quarr an. Er schaffte es jedoch, ihre Versuche abzuwehren, ihn zum Katholizismus zu bekehren.
Sassoon wurde während schwerer Kämpfe an der Siegfriedstellung am Hals angeschossen. Während seiner Genesung in England schrieb er 'Finished with the War – A Soldier's Declaration' (Juli 1917). Graves hatte sich selbst fit für den Heimatdienst erklärt (obwohl er das nicht war), um Sassoon zu unterstützen, und er schaffte es, ihn vor eine Sanitätskommission zu bekommen. Graves konnte die drei Kommissionsmitglieder als Freund des Patienten davon überzeugen, Sassoon in ein Genesungsheim für Neurastheniker in Craiglockhart bei Edinburgh zu schicken. Betrieben wurde das Heim vom Neurologen, Ethnologen und Psychologen W. H. R. Rivers. Hier traf Graves auch Wilfred Owen, den er als 'ruhigen, kleinen Mann [mit] rundem Gesicht' beschreibt.
Graves wurde schließlich nach Oswestry geschickt, wo er Beziehungen zur Familie Nicholson knüpfte. Es begann ein Briefwechsel zwischen im und Nancy Nicholson, der Tochter des Hauses, über Kinderreime, die sie illustrierte. Bei seinem nächsten Urlaub im Oktober 1917 stellte Graves fest, dass er in sie verliebt war. Er besuchte sie auf der Farm bei Hilton in Huntingdonshire, auf der sie als Landmädchen arbeitete. Bei Rhyl bekam Graves sein erstes eigenständiges Kommando, ins Leben gerufen aus Angst vor einer Invasion an der Nordostküste von Wales. Als er Nancy im Dezember in London wiedersah, beschlossen die beiden, zu heiraten (sie war achtzehn Jahre alt, er zweiundzwanzig), und George Mallory wurde ihr Trauzeuge. Nancy fand eine Anstellung bei einem Gemüsebauern in der Nähe des Camps von Rhyl und zog zu Graves. Bald wurde sie schwanger, gab ihre Arbeit auf dem Land auf und widmete sich wieder ihrer Malerei. Sassoon schrieb, dass das "gastfreundliche Leben beinahe unerträglich war; das Gefühl der Isolation war das Schlimmste". Er bittet darum, nach Frankreich versetzt zu werden statt in ein Trainingsbataillon. Graves bemerkte:
The fact was that the direction of Siegfried's unconquerable idealism changed with his environment; he varied between happy warrior and bitter pacifist.
(dt.: Tatsache war, dass sich die Ausrichtung von Siegfrieds unbesiegbarem Idealismus mit seiner Umgebung änderte; er schwankte zwischen dem glücklichen Krieger und dem rauen Pazifisten.)
Graves setzte seine Arbeit im Kadettenbataillon 'mechanisch' fort, seine Pläne, nach Palästina zu gehen, wurden ebenso durchkreuzt wie die, an seinem Gedichtband Country Sentiment zu arbeiten – bis es im November 1918 zum Waffenstillstand kam, den er wie folgt kommentierte: 'Die Neuigkeiten trieben mich hinaus zum Spazierengang, allein am Damm über den Sümpfen von Rhuddlan entlang (früheres Schlachtfeld, Flodden of Wales), fluchend und schluchzend und der Toten gedenkend.'

### Kapitel XXVI–XXXII
Nach der Geburt seiner Tochter Jenny schloss sich Graves dem dritten Bataillon der Royal Welch an. Nach einer Weile gab er jedoch die Befehlsgewalt ab. Er, Nancy und das Baby zogen nach Harlech in ein Haus, das Nicholson ihnen vermietete. Im Oktober 1919 ging er nach Oxford und mietete von John Masefield ein Landhaus, das am Ende von dessen Garten auf dem Boar's Hill lag – einem Gebiet, in dem viele Dichter lebten, unter anderem der Poet Laureate Edmund Blunden (der den gleichen Kurs verfolgt) und Gilbert Murray. Auf einer Gäste-Nacht (guest-night) am All Souls College in Oxford, dessen Mitglied er gerade geworden war, traf er auch T. E. Lawrence. Die beiden wurden enge Freunde, und Lawrence verbesserte Graves' Buch The Pier Glass.
Auf einer Fahrradtour nach Devonshire begegneten Graves und Nancy auch Thomas Hardy bei dessen Haus in Dorchester. Nachdem Nancy im Geschenkartikelladen ihrer alten Amme ausgeholfen hatte, entschieden sie sich, einen Laden am Boar's Hill zu eröffnen. Anfangs lief das Geschäft gut, aber der Druck der größer werdenden Familie führte dazu, dass ein Manager eingestellt werden musste. Dennoch mussten sie nach sechs Monaten alles mit einem Verlust von 500 Pfund verkaufen. Völlig desillusioniert entschieden sich beide dafür, nach einem anderen Landhaus zu suchen, und in Islip fanden sie schließlich eines, das Graves' Mutter kaufte und für 10 Shilling pro Woche an die beiden vermietete. Durch seine Assoziierung zur örtlichen Labour Party riss Graves' Beziehung zu den Leuten im Dorf ab, und auch das Verhältnis zu seinen Eltern wurde dadurch belastet.
Graves versäumte es, seinen Abschluss in Oxford zu machen, nachdem sein Tutor, Sir Walter Raleigh, gestorben war. Er gestand, dass seine Werke – zwischen 1920 und 1925 veröffentlichte er jedes Jahr einen Gedichtband – nicht den Standard erfüllten angesichts der Tatsache, dass er vier kleine Kinder durchbringen musste, verbunden mit der dadurch bedingten Ablenkung. Dennoch erwachte in dieser Zeit sein Interesse an der Traumpsychologie, mit der er sich selbst kurieren wollte. 1926 waren die meisten Freunde entweder im Ausland oder tot (Rivers, Mallory, Sam Harries, ein junger Balliol-Schüler).
Da es Nancy gesundheitlich schlecht ging und die finanzielle Situation des Paares schlecht war, vervollständigte Graves seine These der "Poetic Unreason" (dt. etwa "dichterische Irrationalität" oder "Un-Vernunft") und nahm eine Stelle als Professor für englische Literatur an der neu gegründeten Ägyptischen Universität in Kairo an (eine seiner Empfehlungen stammte von Oberst John Buchan). Obwohl er das Leben in diesem Land genoss, war ihm die Arbeit dort unsympathisch, und er kehrte mit seiner Frau am Ende des Studienjahres nach Islip zurück. Nachdem er ein Buch über T. E. Lawrence fertiggestellt hatte (veröffentlicht 1927 unter dem Titel Lawrence and the Arabs, kommerziell sehr erfolgreich), trennten Nancy und Graves sich am 6. Mai 1929, und er beendete innerhalb rund eines Monates diese Autobiographie. Nach seinen eigenen Worten lernte er 'die Wahrheit zu sagen – beinahe.'

## Themen
Die Hauptthemen des Buches sind das Erwachsenwerden, der Krieg und das Militär, die Bedeutung der Klassen für das Leben in England und die individuelle Suche nach dem Sinn des Lebens.
Das ruhelose Streben der Prophezeiung, die dem großen Krieg vorausging, hatte nur wenig mit der tatsächlichen Realität zu tun. Als der große Krieg kam, wurde er schrecklicher, unmenschlicher als jede dystopische Phantasie, zerstörerischer für die politische und soziale Ordnung Europas als vorhergesehen. Die Schriftsteller, die dies dokumentierten und zu denen Robert Graves gehörte, waren der Meinung, dass sie auf alle Lyrik, Sentimentalität und Romantik verzichten mussten. Der "große Krieg" (Great War) stürzte nicht nur die Romanthemen in eine Krise – Heldentum und Mut, der Wert des individuellen Lebens und die Gesellschaftsgeschichte –, sondern auch die schiere Macht der Darstellung.
Der große Krieg, mit seiner massenhaften Metzelei ohne Sieg, forderte auch alle traditionellen Ideen der Kriegsführung heraus und brachte auch die Ehre zu Fall, mit der alle Kriegsdichtung und der Tod vorher behaftet waren. Der deutsche Kritiker Walter Benjamin notierte in einem lebhaften Kommentar:
Eine Generation, die noch mit der Pferdebahn zur Schule gefahren war, stand unter freiem Himmel in einer Landschaft, in der nichts unverändert geblieben war als die Wolken, und in der Mitte, in einem Kraftfeld zerstörender Ströme und Explosionen, der winzige gebrechliche Menschenkörper.
Die Fiktion der zwanziger Jahre wurde von Kriegsromanen dominiert. Man schätzt, dass bis 1930 rund 700 Bücher über den Krieg geschrieben worden sind. Gegen Ende des Jahrzehnts, als klarer war, wie wenig es der Krieg geschafft hatte, eine europäische Stabilität oder einen erwähnenswerten sozialen Wandel zu erreichen, hatte sich das Klima der historischen Betroffenheit, der ohnmächtigen Empörung und des besorgten Pessimismus bei Graves und seinen Zeitgenossen verschärft. Deutlich wurde dies in einer ganzen Reihe von Kriegs- bzw. Anti-Kriegsbüchern, wie z. B. Edmund Blundens Undertones of War, Siegfried Sassoons Memoirs of a Fox-Hunting Man, R. C. Sherriffs Die andere Seite (Journey's End), Henry Williamsons The Wet Flanders Plain und Robert Graves' Strich drunter! (Good-bye to All That). Die meisten dieser Werke zeigten, dass der Krieg seine Überlebenden und seine Nachfolger in einer erschütterten, nicht zu beherrschenden, richtungslosen Welt zurückgelassen hatte. Graves selbst beschreibt seinen eigenen, zerrissenen Zustand bei seiner Rückkehr ins zivile Leben:
I was still mentally and nervously organized for war; shells used to come bursting on my bed at midnight, even when Nancy was sharing it with me; strangers in day-time would assume the faces of friends who had been killed ... I was very thin, very nervous and had about four years' loss of sleep to make up ...if I saw more than two new people in a single day it prevented me from sleeping. I was ashamed of myself as a drag on Nancy ... I knew that it would be years before I was fit for anything besides a quiet country life.
(dt.: Ich war immer noch geistig und nervlich auf den Krieg eingestellt; nachts explodierten gewöhnlich Granaten in meinem Bett, sogar wenn Nancy es mit mir teilte; Fremde nahmen tagsüber die Gesichter getöteter Freunde an ... Ich war sehr dünn, sehr nervös, und hatte rund vier Jahre Schlaf nachzuholen ... wenn ich mehr als zwei fremde Menschen an einem Tag sah, hielt mich das vom Schlafen ab. Ich schämte mich für mich selbst, als ein Langweiler für Nancy ... Ich wusste, dass es Jahre dauern würde, bis ich wieder fit genug war für etwas anderes als ein ruhiges Landleben.)